# Sela (Bibbia)

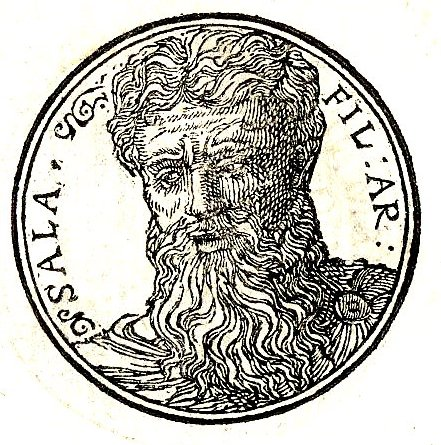

Sela  o Selach o Sala è un personaggio biblico, padre di Eber (da cui il nome ebreo). Secondo il testo masoretico è figlio di Arpacsad. Nella LXX e nel vangelo di Luca, invece, Sela è figlio di Cainam e nipote di Arpacsad.
Secondo il testo ebraico della Bibbia, Sela nacque 1691 

## L'altro Sela
Nella Bibbia compare anche un altro Sela. Questi è il terzo figlio di Giuda figlio di Giacobbe come riportato nel racconto di Tamar del capitolo 38 del  libro della Genesi.